# Cerro Caquella
Cerro Caquella är ett berg i Bolivia.   Det ligger i departementet Potosí, i den sydvästra delen av landet, 400 km sydväst om huvudstaden Sucre. Toppen på Cerro Caquella är 5 950 meter över havet.
Terrängen runt Cerro Caquella är kuperad åt sydost, men åt nordväst är den bergig. Cerro Caquella är den högsta punkten i trakten. Trakten runt Cerro Caquella är nära nog obefolkad, med mindre än två invånare per kvadratkilometer..
Omgivningarna runt Cerro Caquella är i huvudsak ett öppet busklandskap.